# Honění krále
Honění krále je tradiční individuální sport slezských Moravců, ve kterém se jezdci na koních snaží sejmout z kůlu vztyčeného nad zemí na konci závodiště za jízdy hedvábný šátek.

## Historie
Honění krále vzniklo u slezských Moravců nejpozději v 17. století, v době třicetileté války. Dle pověsti ke vzniku přispělo údajné honění a chycení švédského krále. Jiné zdroje připisují původ slavnosti pravidelnému nahánění koní. I když se závod koná na Letnice, je pravděpodobně, že se již od počátku jednalo o ryze světskou zábavu, jejíž hlavní částí jsou dostihy. Honění krále se původně konala na Svatodušní pondělí. Až po roce 1945 se slavnost přesunula na Svatodušní neděli. Obdobná slavnost se dříve odehrávala téměř v každé vesnici na Hlučínsku. Ještě před rokem 1900 se měly závody konat v Bolaticích a v Hošťálkovicích. Za první světové války se „Honění krále“ nekonalo a zvyk se obnovil až po roce 1920. Tradici obnovil ve Lhotce u Hlučína sedlák A. Riedl v roce 1920. Od roku 1935 převzala organizaci slavností Korporace místní hasičské jednoty. V roce 1938 se organizace ujala paní Helena Sváčková. Poslední Honění krále skončilo ve Lhotce v roce 1968, k obnovení tradice závodů došlo v roce 1993, a to díky tehdejšímu starostovi Ing. Jiřímu Černotovi a Heleně Svačkové. Ta s mládeží organizovala slavnost do roku 1997, kdy ji vystřídala paní Marie Smolková. Závod se nazývá se honění krále také proto, že ten, kdo závod vyhraje, je „králem“ do příštího roku a volí si jako vítěz královnu.

## Pravidla a varianty
Chytání krále probíhá na otevřeném prostranství, kde mají účastníci na koních ukořistit šátek představující krále. Šátek je umístěn na konci závodiště, na tři metry vysoké holi. Jezdec, který se jej zmocní a nenechá si ho nikým sebrat, se pak stává králem. Za odměnu si může vybrat královnu a uspořádat hostinu. V Hošťálkovicích se ještě v 19. a na počátku 20. století závodů zúčastňovali pouze mládenci ve věku 17 až 20 let. Mezi Odrou a řekou Opavou zarazili do země třímetrovou tyč, na niž pověsili šátek, či červený kapesník. Závody začínaly seřazením koní do jedné řady a na znamení vyrazili jezdci k žerdi s šátkem. Závod se opakoval tolikrát, až jeden ze závodníků sejmul šátek třikrát. Ve Lhotce byly jezdci seřazeni v několika řadách. Na konci závodiště zarazí děvčata do země stromeček a vedle žerď, na které je bílý šátek. V momentě, kdy je žerď zasazena do země, začínají závody. Kdo třikrát dojede první k žerdi s šátkem, vytáhni ji ze země a rajtuje k řece Odře, kde ji namočí do vody. Dokud šátek nesmočí v řece, mohou mu jej ostatní jezdci sebrat. Průběh a pravidla závodů ve Lhotce u Hlučína jsou zachyceny na filmovém záznamu z 50. let 20. století ve sbírkách Slezského zemského muzea v Opavě. Objevuje se rovněž i varianta se dvě zkušebními jízdami a komu se následně povedlo ve třetí jízdě šátek získat, nenechal si jej vzít a namočil ho v řece Odře, stal se králem. Původně jezdci jezdili na neosedlaných koních. V současnosti se závody konají se sedly, v době letnic a již pouze ve Lhotce, kdy vítězem se stává jezdec, který sejme šátek z hole a tím se stává králem.